# Atomkraft

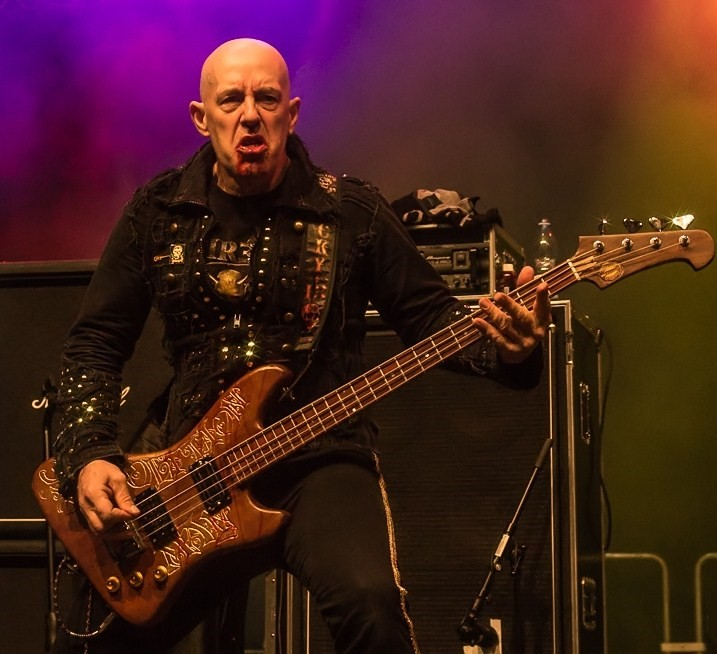
Tony "Demolition Man" Dolan, fondatore degli Atomkraft, nel 2013.

Gli Atomkraft sono una band heavy metal inglese che faceva parte della New Wave Of British Heavy Metal. Si formarono a Newcastle upon Tyne nel 1979 e si sciolsero nel 1988. Il loro approccio in "Total Metal" si trovava a metà strada tra band NWOBHM come Motörhead e Venom, e gruppi punk rock come The Dickies, ma anche tra lo sviluppo del Thrash Metal dei primi Exodus e degli Slayer. La band successivamente è stata riformata nel 2005.

## Storia

### Inizi sotto il nome Moral Fibre (1979-1981)
Le radici degli Atomkraft risalgono all'estate del 1979, quando Tony 'Demolition' Dolan e Paul Spillett si unirono con l'intenzione di formare una band. Inizialmente, suonando sotto il nome di Moral Fibre e facendo punk rock, reclutarono i chitarristi Ian Legg e Chris Taylor. Ian Legg poi lasciò la band per essere sostituito da Sean Drew che a sua volta avrebbe successivamente lasciato la band. Tuttavia la band ha continuato a funzionare come un trio.

### Cambio del nome e rilascio delle demo "Atomkraft" e "Demon" (1981)
Al ritorno da un viaggio a Brema, in Germania, il chitarrista Chris Taylor si presentò davanti ai suoi compagni di band con alcuni distintivi con lo slogan ambientale "Atomkraft, Nein Danke!" (Energia nucleare, No grazie!). Così il resto dei componenti apprezzò il modo in cui la parola "Atomkraft" suonava e così lo adottarono come nome della band, credendo che si adattasse al nuovo sound "etal" che poi avrebbero inseguito. Nel tentativo di fare qualcosa di più metal e meno punk la band si sbarazzò di Chris.
Dopo aver provato un paio di chitarristi, la formazione trovò stabilità con Steve White, che Tony conosceva fin dal suo corso d'arte al college. Un altro membro della classe artistica di Tony, Mark Irvine, si unì al basso. Con Tony alla chitarra ritmica e alla voce e Paul alla batteria, la nuova line-up suonò in quattro spettacoli. Sfortunatamente, i genitori di Mark disapprovarono il suo look da metallaro e il suo stile di vita, e ciò lo persuase a lasciare la band. Così Tony tornò al basso e la band fu in grado di continuare a suonare.
Nel 1981 la band registrò la demo di quattro canzoni intitolata "Demon" agli studi Impulse Studios, finanziata dal membro della band Paul Spillett, che era l'unico a lavorare all'epoca e con l'aiuto di Keith Nicol.  Questa fu la loro prima vera e propria demo, anche se la limitazione del tempo e un registratore a 2 tracce diedero risultati piuttosto negativi. Tuttavia, la band si esercitò molto, acquisendo esperienza continuando a suonare dal vivo.

### Total Metal (1983)
All'inizio del 1983, gli Atomkraft tornarono negli Impulse Studios per registrare un'altra demo. In base a quanto appreso dalla loro precedente esperienza, decisero di registrare solo 2 tracce per la demo "Total Metal", con l'omonima title track e "Death Valley". Steve passò una copia della demo a Sam Kress, che gestiva una stazione radio e una rivista intitolata "Whiplash". A Sam piacque la demo e promise di presentare la band nella sua rivista. Tuttavia, verso la fine del 1983, Steve lasciò la band per motivi personali. Tony rimase solo a chiedersi cosa fare. Per coincidenza fu invitato a stare con sua sorella in Canada per aiutarla con i suoi due bambini, mentre lei stava studiando. Con Tony in stato di disoccupazione e la band in pausa, accettò la sua offerta.

### Trasferimento in Canada da parte di Tony Dolan (1984)
Nel 1984 Paul Spillett si unì a Tony in Canada. Tony fu ulteriormente ispirato quando ricevette una copia della rivista contenente la recensione che Sam Kress promise. La recensione presentò gli Atomkraft in una luce molto positiva e  vide anche altre band come Venom, Raven, Metallica, Anthrax e Megadeth. Spronato da tutto ciò, Paul e Tony iniziarono a scrivere materiale e tornarono in Inghilterra alla fine del 1984 per cercare un chitarrista. Più tardi litigarono a causa di una ragazza che si contesero e divisero le strade del loro sodalizio musicale.

### Pubblicazione della demo "Pour the Metal In" e rilascio del primo album "Future Warriors" (1985)
Mentre visitava la Neat Records per vedere se qualcuno poteva consigliare un batterista, Tony incontrò Cronos dei Venom che lo informò che Ged "Wolf" Cook (il fratello del manager di Venom) stava cercando una band, dal momento che aveva appena lasciato i Tysondog. Tony e Ged si unirono iniziando a fare audizioni per un chitarrista, ma inizialmente non ebbero molta fortuna. Poi un chitarrista di 16 anni, Rob Mathew, fu raccomandato come un grande chitarrista e così si incontrarono tutti. Fortunatamente andarono d'accordo e questa divenne la nuova formazione degli Atomkraft. Così la band iniziò a lavorare sul nuovo materiale che Tony stava scrivendo, e continò a registrare la demo di "Pour the Metal In" presso lo studio di registrazione della Neat Records. La demo conteneva 3 brani: "Pour the Metal In", "Burn in Hell" e "Carousel" e venne inviata a varie fanzine, ricevendo una buona risposta. Anche Dave Woods della Neat Records ascoltò la demo ed in seguito offrì alla band un accordo, per il quale iniziò a lavorare sull'album successivo che si sarebbe intitolato "Future Warriors".
Registrato per un paio di settimane e prodotto da Keith Nichol, Future Warriors fu rilasciato nel settembre 1985. Nonostante ottenne una recensione particolarmente negativa da parte della rivista Kerrang!, altre recensioni furono più positive e la band ricevette ulteriori richieste di interviste. La band aprì anche per gli Slayer al Marquee Club, dove le apparecchiature difettose portarono la band a mandare in frantumi l'apparecchiatura dopo soli tre pezzi. Nonostante questo, alla band fu chiesto di partecipare al progetto del tour Venom/Exodus.

### Abbandono da parte di Tony Dolan e pubblicazione dell'EP Queen of Death (1986)
Dopo la fine del tour Venom/Exodus, gli Atomkraft prepararono e registrarono un nuovo EP, con i brani "Your Mentor" sul lato A e "Demolition", "Funeral Pyre" e "Mode III" sul lato B. Sfortunatamente, l'EP non fu rilasciato in questa forma, a causa di un dissenso sviluppatosi nel gruppo a causa delle discussioni sulla gestione.
Tony voleva utilizzare i servizi di una società con sede a Londra, mentre Ged e Rob volevano utilizzare il management dei Venom. Il disaccordo non poteva essere risolto e così Tony lasciò la band.
Così la Neat Records, rilasciò la traccia "Your Mentor" come parte della cassetta promozionale di Powertrax, mentre le tracce vocali delle altre sessioni di "Your Mentor" furono ri-registrate da Ian Davison-Swift di Avenger. DC Rage (Darren Cook of Avenger) fu inserito come bassista e furono registrate due nuove tracce, con i nuovi quattro pezzi, "Queen of Death" e "Protector" (sebbene Alan Hunter di Tysondog avesse originariamente contribuito alla voce "Protector" ). Nell'ottobre del 1986 è stato pubblicato il rinominato Queen of Death EP con la title track e "Protector" sul lato A, e "Demolition", "Funeral Pyre" e "Mode III" sul lato B. Le immagini sul retro della copertina mostrano la formazione di Ged, Rob, Ian e D.C. Rage anche se questa line-up non si è mai esibita dal vivo. Una re-registrazione del brano "Future Warriors", con Ian alla voce, fu anche concessa in licenza per l'inclusione futura in una compilation. Tuttavia tracce dell'album come "Demolition" e "Funeral Pyre" furono interamente composte da Tony Dolan prima che lasciasse la band. Con gli impegni del tour in fila per la band, Tony fu invitato a ricongiungersi alla band come chitarrista ritmico, rendendo gli Atomkraft una band da 5 componenti per i loro prossimi spettacoli.

### Scioglimento (1988)
La band ampliata a 5 componenti intraprese un tour europeo nel 1988 con i Nasty Savage e gli Exumer, dando vita a un concerto "unico" (per il momento) a Katowice, in Polonia, allo Spodek Stadium. Questo spettacolo fu registrato per la TV / video in diretta. Al termine del tour, Tony ricevette un'offerta per entrare nei Venom come sostituto di Cronos e nonostante i tentativi di Ged di reclutare sostituti, la band si sciolse nel 1988.

### Ripresa dell'attività per volere di Tony "Demolition Man" Dolan (2005-oggi)

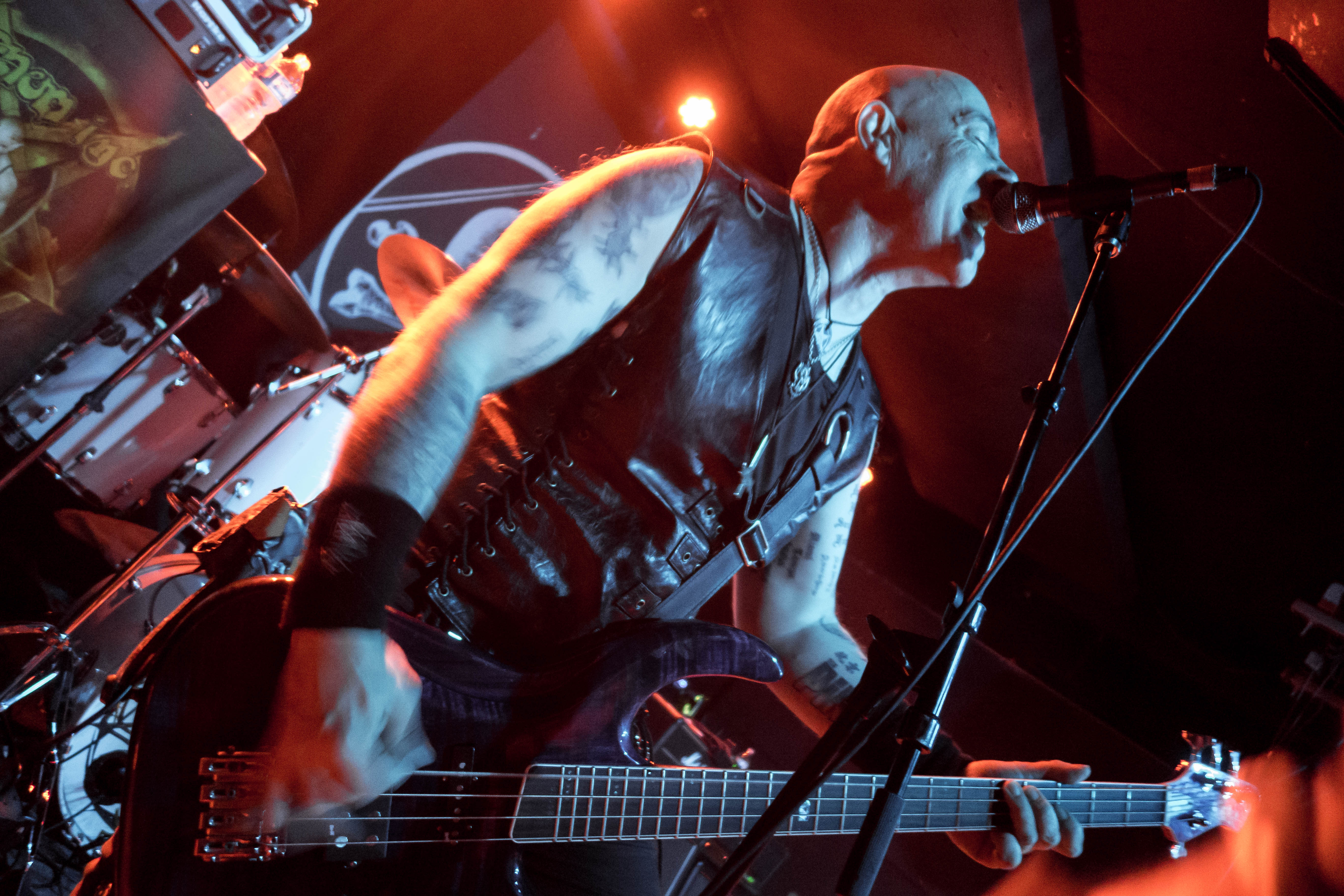
Tony "Demolition Man" Dolan nel 2017

Nel 2004 la Sanctuary Records (che precedentemente aveva acquisito il vecchio catalogo della Neat Records) pubblicò un'antologia Atomkraft. Con rinnovato interesse per la band, Tony riformò gli Atomkraft per alcune date live nel 2005 e un possibile nuovo album. La line-up del 2005 incluse Payre Hulkoff (dalla band industrial svedese Raubtier) alla chitarra e Steve Mason alla batteria. Tuttavia, questa line-up non rilasciò alcun nuovo materiale.
Gli Atomkraft non ebbero attività reali durante gli anni successivi, nonostante le costanti voci riguardo ad un possibile nuovo album. Infine, un EP contenente nuovo materiale uscì nel 2011 sull'etichetta underground austriaca W.A.R. Productions. Questo EP si chiamò Cold Sweat e conteneva tre brani inediti registrati in una session con membri della lineup del 2005 più una cover dei Thin Lizzy del famoso brano "Cold Sweat", con il chitarrista australiano Joe Matera in assolo di chitarra.
Dopo l'uscita del Cold Sweat EP, Tony Dolan ha reclutato una nuova line-up e ha fatto una data a Londra con il soprannome Atomkraft nel 2011, eseguendo brani classici e canzoni del nuovo EP. La line-up del 2011 ha incluso Kraen Maier e Rich Davenport sulle chitarre, oltre a Paul Caffrey (dei Gama Bomb) alla batteria.
Questa line-up degli Atomkraft (tranne Rich Davenport) ha eseguito l'album Future Warriors nella sua interezza a marzo 2014 alla seconda edizione del Brofest, un festival NWOBHM con sede a Newcastle upon Tyne. L'ex chitarrista dei Venom Jeff "Mantas" è apparso come ospite durante il concerto.
Un nuovo album di compilation, chiamato Looking Back To The Future, è stato pubblicato nel 2014 dall'etichetta italiana Minotauro Records. Contiene demo essenzialmente inedite e tracce dal vivo di ogni epoca della storia della band.

## Formazione

### Formazione attuale
- Tony Dolan (Demolition Man) - voce (1979-1986, 1987-1988, 2005-presente), basso (1979-1980, 1980-1986, 1987, 2005-presente), chitarra (1980, 1987-1988)
- Payre Hulkoffgarden - chitarra (2005-presente)
- Steve Mason - batteria (2005-presente)

### Ex componenti
- Sean Drew – chitarra (1979–1983)
- Paul Spillet – batteria (1979–1983)
- Ian Legg – chitarra (1979)
- Chris Taylor – chitarra (1979)
- Steve White – chitarra (1980–1983; Venom, War Machine)
- Mark Irvine – basso (1981–1982)
- Neil Rander – chitarra (1985)
- Rob Mathew – chitarra (1985–1988; Agankast)
- Ged "Wolf" Cook – batteria (1985–1988; Tysondog)
- Raggy – chitarra (1986)
- IG – batteria (1986)
- Ian Davison Swift – voce (1986–1988; Satan, Avenger)
- Darren "D.C. Rage" Cooper – basso (1986–1988)
- Andra Butler – chitarra (1987–1988; Revenant Host)
- Joe Matera – chitarra (2006; Geisha)

## Discografia
Album in studio
- 1985 - Future Warriors

Demo
- 1981 - Demon
- 1983 - Total Metal
- 1985 - Pour the Metal In

EP
- 1986 - Queen of Death
- 1987 - Conductors of Noize
- 2011 - Cold Sweat

Raccolte
- 2004 - Total Metal: The Neat Anthology
- 2014 - Looking Back To The Future